# ホッピング (渡辺美奈代のアルバム)
『ホッピング』は、渡辺美奈代2枚目のオリジナル・アルバム。1987年5月28日発売。発売元はCBS・ソニー。

## 解説
1stアルバムが「アルファルファ」で栄養の素で、栄養を付けたから飛び跳ねる意味で、「ホッピング」につながっているという。
11曲目「美奈代SPECIAL」は「PINKのCHAO」の替え歌で、本人と周囲スタッフとの共作となっており、渡辺美奈代&アンクルスとクレジットされている。

## 収録曲
全作曲・編曲:後藤次利／全作詞: 秋元康（11以外）渡辺美奈代&アンクルス（11）
1. 太陽がやってきた（3:48）
2. 異国のタンデム（3:59）
3. 不良のたまご（3:33）
4. カメオのコンパクト（4:15）
5. 君はキューピット（3:47）
6. PINKのCHAO（3:43）
7. Heart DE Motion（4:04）
8. TOO ADULT（3:55）
9. シーツの舟（3:59）
10. いじめないで（4:08）
11. 美奈代SPECIAL（DATE & TALK）（4:55）